# کشاورزی نوبتی

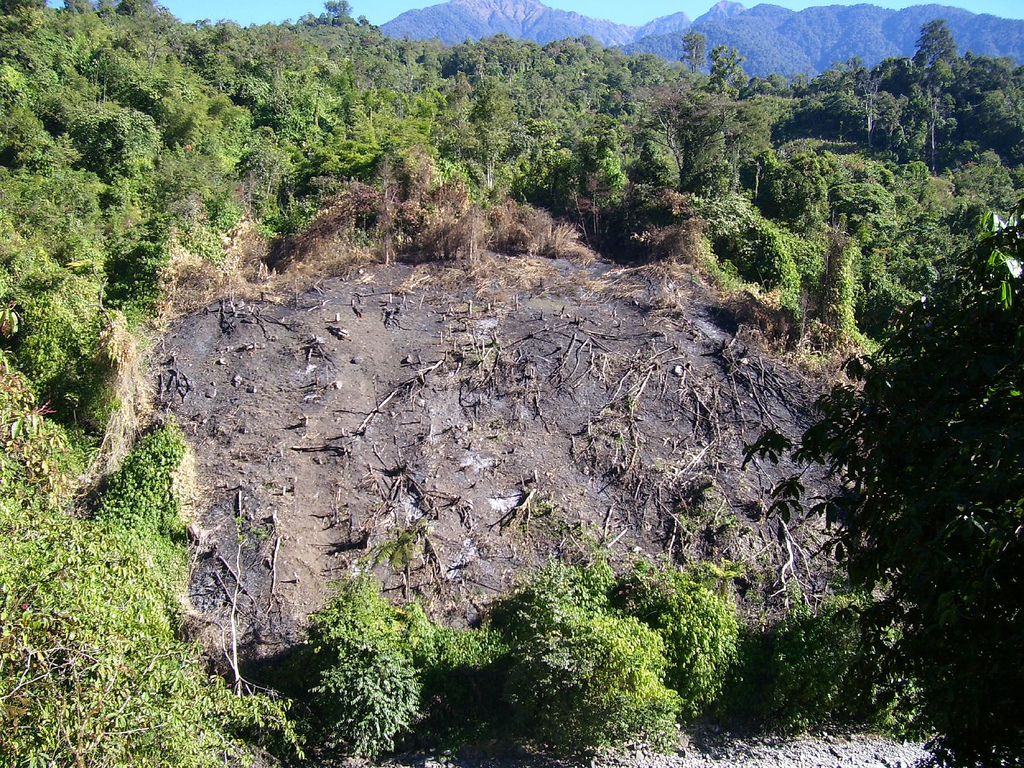
قطعه‌زمینی که برای کشاورزی تناوبی آماده شده. جوما در شمال شرق هند.

کشاورزی نوبتی یا کشاورزی متناوب یکی از روش‌های کشت و کار در اراضی موقت است که زمینی که معمولاً از طریق روش بریدن و سوزاندن از جنگل جدا شده، بعد از استفاده برای کشاورزی، برای بازگشت به وضعیت سبزینگی طبیعی پیشین رها می‌شود.
در کشاورزی نوبتی به خاک فرصت کافی برای تجدید قوا داده می‌شود و در این میان گیاهان طبیعی مجدداً به صورت خودبخودی رشد می‌کنند. گاهی دوره‌های غیر کاشت را بحالت آیش باقی می‌گذارند و هیچگونه زراعتی انجام نمی‌دهند. اراضی رها شده پس از مدت معینی دوباره پاکسازی می‌گردند و تحت کاشت گیاهان اهلی واقع می‌شوند. دوره کشت و کار معمولاً زمانی به پایان می‌رسد که نشانه‌هایی از تخلیه عناصر غذایی قابل دسترس گیاهان و غلبه علف‌های هرز در خاک دیده شوند. دوره‌های کشت و کار معمولاً کوتاه‌تر از دوره‌های استراحت تحت آیش بمنظور بازیابی حاصلخیزی می‌باشند.
کشتزارهای تحت آیش نیز بدون تولید محسوب نمی‌شوند بلکه از گیاهان رویش یافته جهت تهیّه حصار مزارع و خانه‌ها، ساختمان سازی، سوخت، تهیه کاهگِل، ریسمان، پوشاک، ابزار، وسایل حمل و داروهای گیاهی بهره می‌گیرند. گاهی اقدام به کاشت درختان میوه و آجیلی در اراضی تحت آیش می‌نمایند و بدینگونه آن‌ها را در ضمن سال‌های استراحت به باغ‌های میوه تبدیل می‌سازند بنابراین اینگونه اراضی در ضمن سال‌های آیش تراشیده و سوزانده نمی‌شوند. بسیاری از گونه‌های گیاهی که در دورهٔ رهاسازی اراضی رشد می‌یابند، از توانایی تثبیت ازت برخوردارند. رشد گیاهان در دوره آیش باعث جذب پرندگان و حیوانات وحشی می‌شود و زمینهٔ شکار را برای ساکنان منطقه فراهم می‌سازد. این گیاهان همچنین از فرسایش خاک سطحی در اراضی مرتفع و شیبدار می‌کاهند و با جذب عناصر غذایی از اعماق خاک باعث آزادسازی آن‌ها در خاک سطحی می‌گردند.

## پیشینه
در مناطق محدودی از جزایر اقیانوس آرام از جمله «فیجی» و «هاوایی» به نمونه‌هایی از فرسایش خاک برخورد می‌کنیم بطوری‌که نشان‌دهنده استفاده از کشاورزی نوبتی در اراضی شیبدار می‌باشند. خاک‌ها از شیب‌ها شسته می‌شوند و در ته درّه‌ها به عنوان آبرفتهای لجنی غنی از مواد حاصلخیز رسوب می‌یابند. اینگونه محیط‌های جدید باعث توسعه کشتزارهای متراکم و آبیاری شونده می‌گردند که نشانگر تحوّل کشاورزی نوبتی به کشاورزی متراکم یا فشرده هستند. این موضوعات مرتبط با رشد جمعیت و بهبود مدیریت اراضی محسوب می‌شوند و اصولاً مبتنی بر کاشت سیب زمینی شیرین قرار دارند.
اولین نوشتجات در مورد اثرات تخریبی کشاورزی نوبتی بر جنگل‌های جنوب اروپا در هزاره اوّل پس از میلاد در داستان‌های تاریخی «هومر»، «توسیدید» و «افلاطون» و همچنین کتاب جغرافی «استرابو» آمده‌است. طبق نوشتجات از جنگل‌ها برای کشتی‌سازی بهره‌برداری می‌شد، شهرها سریعاً توسعه می‌یافتند، کارخانجات چلیک‌سازی، زغال و قطران ظهور می‌یافتند و اراضی پاکسازی شده به کشاورزی تخصیص داده می‌شدند.
کشاورزی نوبتی به عنوان شکلی از کشاورزی باثبات و زیست‌پذیر در بسیاری از نقاط اروپا و شرق سیبری تا قرن نوزدهم جریان داشت و حتی در برخی نقاط تا قرن بیستم استمرار یافت.